# ستيوارت هنري (عالم جريمة)
ستيوارت هنري (بالإنجليزية: Stuart Henry)‏ هو عالم جريمة بريطاني، ولد في 18 أكتوبر 1949.